# 15628 Gonzales
15628 Gonzales eller 2000 HA53 är en asteroid i huvudbältet som upptäcktes den 29 april 2000 av LINEAR i Socorro County, New Mexico. Den är uppkallad efter Eric A. Gonzales.
Asteroiden har en diameter på ungefär 2 kilometer.